# Ralf Vollmer
Ralf Vollmer (Heilbronn, 5 luglio 1962) è un ex calciatore, allenatore di calcio e dirigente sportivo tedesco.

## Carriera
Militò per 11 stagioni nel Kickers Stoccarda, dal 1983 al 1994. Nelle stagioni 1988-1989 e 1991-1992 giocò in Bundesliga, collezionando in totale 62 presenze e 8 gol.
In totale, in tutte le competizioni, vestì per 340 volte la maglia del Kickers Stoccarda, segnando 71 reti. Diventò il terzo giocatore per presenze e reti nella storia del club, venendo eletto "giocatore dell'anno" dai tifosi nel 1988 e 1994.
Ebbe anche esperienze in squadre di Verbandsliga e Oberliga, fino al ritiro avvenuto nel 1998.
Successivamente entrò a far parte della dirigenza del club di Stoccarda. Allenò la squadra filiale del Kicker Stoccarda II, e nel 1999 guidò la prima squadra, come "traghettatore".